# Дамин, Александр Николаевич
 Александр Николаевич Дамин  (укр. Олександр Миколайович Дамін; 28 августа 1952, Комсомольск-на-Амуре, Хабаровский край, РСФСР, СССР) — советский футболист и украинский тренер, мастер спорта СССР (1972), обладатель Суперкубка УЕФА (1975).

## Биография

### Карьера игрока
Родился Александр в дальневосточном городе Комсомольск-на-Амуре, куда с Украины к мужу переехала мать. Но семейная жизнь у родителей не заладилась и в 1954 году Саша с мамой вернулись в Киев.
Вначале Саша занимался лыжным спортом у тренера динамовской спортивной школы Елены Сергеевны Крутиловой, был кандидатом в мастера спорта. Но всё же желание играть в футбол привело его в футбольную секцию спортклуба «Темп», где начинал заниматься у тренера Спирина. В 1963 году способного парня переводят в футбольную школу киевского «Динамо», здесь его наставниками стали тренеры Виталий Голубев и Александр Леонидов. В группе ребят 1952 года рождения, вместе с Даминым обучались так же Олег Блохин, Виктор Кондратов и Валерий Зуев, вместе они прошли все ступени детско-юношеского футбола и в 1970 году были зачислены в дублирующий состав динамовской команды.
В 17 летнем возрасте, 1 июня 1970 года, в матче на Кубок СССР «Заря» (Ворошиловград) — «Динамо» (Киев), Александр впервые вышел на футбольное поле в основном составе команды. Но в чемпионате, в течение двух лет играл за дублёров.
С 1972 года Дамин стал выходить на поле в основе, дебютировав в высшей лиге 11 июня, в матче «Динамо» (Киев) — «Арарат» — 2:2, выйдя во втором тайме на замену вместо Владимира Мунтяна. В 1972—1973 годах киевские динамовцы дважды становились серебряными призёрами чемпионата и если в своём первом сезоне Дамин провёл недостаточное количество матчей для получения медалей (13 из 30), то в следующем году, приняв участие в 24 поединках, заслуженно стал призёром первенства.
В начале 1974 года, в матче против донецкого «Шахтёра», Александр получил серьёзную травму мениска, в результате чего пропустил практически весь сезон. Восстановившись, потерял твёрдое место в основе, всё реже попадая в стартовый состав.
В сентябре 1975 года принял участие в первом из двух матчей за Суперкубок УЕФА против мюнхенской «Баварии». Всего в еврокубках провёл 18 матчей (Кубок европейских чемпионов — 11 матчей (1 гол), Кубок УЕФА — 6 матчей, Суперкубок УЕФА — 1 матч). В том же 1975 году был приглашён играть за отправлявшуюся в турне по Австралии олимпийскую сборную СССР, в составе которой провёл 5 официальных поединков.
Проведя весенний чемпионат 1976 года в составе динамовцев, Дамин покинул киевский клуб, приняв предложение Германа Зонина перейти в ленинградский «Зенит», где стал игроком основного состава. Но с приходом на тренерский мостик Юрия Морозова, взявшего курс на омоложение состава, вынужден был покинуть команду, перебравшись в одесский «Черноморец».
В 1980 году Александр переходит в никопольский «Колос», который тренировали Владимир Емец и Геннадий Жиздик. Через год дуэт тренеров возглавил днепропетровский «Днепр», пригласив в свой новый клуб и Дамина. В Днепропетровске провёл два года, стабильно играя в стартовом составе. В конце 1982 года попал в автомобильную аварию и хоть обошлось без тяжёлых последствий, вскоре после этого Александр принял решение завершить игровую карьеру.

### После завершения игровой карьеры
С 1983 по 1993 год работал детским тренером в спортивном клубе «Станкозавод».
С 1993 по 1996 год был тренером-селекционером в киевском «Динамо». С 1997 года — тренер детско-юношеских команд при Федерации футбола Киева.
Регулярно выступает за ветеранскую команду киевского «Динамо».

## Достижения

### Командные
«Динамо» (Киев)
- Обладатель Суперкубка УЕФА: (1975)
- Серебряный призёр чемпионата СССР: (1973)
- Финалист Кубка СССР: (1973)

### Личные
- Обладатель приза журнала «Смена» — «Лучшему дебютанту сезона»: (1972)
- Орден «За заслуги» ІІІ степени (2015)[2]
- Орден «За заслуги» ІІ степени (2020)[3]

## Семья
Женат. Дочь Светлана, сын Александр, профессиональный футболист.